# Epicauta occipitalis
Epicauta occipitalis är en skalbaggsart som beskrevs av Werner 1949. Epicauta occipitalis ingår i släktet Epicauta och familjen oljebaggar. Inga underarter finns listade i Catalogue of Life.